# Ziezi Peak
Ziezi Peak är en bergstopp i Antarktis. Den ligger i Sydshetlandsöarna. Argentina, Chile och Storbritannien gör anspråk på området. Toppen på Ziezi Peak är 320 meter över havet.
Terrängen runt Ziezi Peak är kuperad. Havet är nära Ziezi Peak åt sydost. Trakten är glest befolkad. Närmaste befolkade plats är Maldonado Station, 12,2 kilometer nordväst om Ziezi Peak. 